# 玉野井直樹
玉野井 直樹（たまのい なおき、1960年10月7日 - ）は、日本の俳優、声優、演出家。大分県出身、北海道育ち。プロダクション・タンク所属。

## 略歴
1960年に大分県で生まれ、小学5年生の頃に北海道で育つ。円演劇研究所卒業。

## 人物
特技・資格は水泳、バドミントン、中型自動車免許。

## 出演

### テレビアニメ
1978年
- まんがはじめて物語

1988年
- シティーハンター2（男たち、警官C、男E）
- エスパー魔美（駅員C）

2009年
- 大正野球娘。（田村祈）

2010年
- 閃光のナイトレイド
- 百花繚乱 SAMURAI GIRLS（校長）

2011年
- TIGER & BUNNY（タイタンインダストリーCEO）

2012年
- NARUTO -ナルト- 疾風伝（三代目雷影）

2013年
- 名探偵コナン（2013年 - 2020年、刑事、館長、津村、城ヶ根徹、おじいさん）

2014年
- 山賊の娘ローニャ（商人）

2015年
- サザエさん（2015年 - 、松田 夫、五十嵐、校長先生〈4代目〉、中島の祖父〈4代目〉 他）

2016年
- ドラえもん（テレビ朝日版第2期）（大男）
- ドリフェス!（2016年 - 2017年、ショウ四ツ葉）

2017年
- リトルウィッチアカデミア（ハンブリッジ伯爵）

2018年
- 伊藤潤二『コレクション』（瑠子の父）
- パズドラ（2018年 - 2025年、魚屋さん）
- 多田くんは恋をしない（屋台店主）
- ルパン三世 PART5（国王）

2019年
- おしりたんてい（館主 / エルビス・グリズリーきねんかん館種）
- コップクラフト（アブ・カリーブ、黒服）
- PSYCHO-PASS サイコパス 3（三森）

2020年
- 啄木鳥探偵處（山藤）

2021年
- NOMAD メガロボクス2（医者）
- ルパン三世 PART6（モートン）
- 世界最高の暗殺者、異世界貴族に転生する（バロール）

2023年
- REVENGER（松峰丞之進）
- 天国大魔境（二階堂）
- おかしな転生（ルミの祖父）

2024年
- ダンダダン（タクシー運転手）

### 劇場アニメ
- コクリコ坂から（2011年）
- 劇場版 TIGER & BUNNY -The Beginning-（2012年） - タイタン・インダストリーCEO
- 機動戦士ガンダムNT（2018年） - マウリ[6]
- PSYCHO-PASS サイコパス 3 FIRST INSPECTOR（2020年、三森）

### Webアニメ
- 無限の住人-IMMORTAL-（2020年、等々力）

### ゲーム
- タイムトラベラーズ（2012年、伏見明）
- NARUTO -ナルト- 疾風伝 ナルティメットストームレボリューション（2014年、三代目雷影[7]）
- NARUTO -ナルト- 疾風伝 ナルティメットストーム4（2016年、三代目雷影[8]）
- ORDINAL STRATA -オーディナル ストラータ-（2018年、ガルドリス）
- エースコンバット7 スカイズ・アンノウン（2019年、イェーガー）
- キングダム ハーツIII（2019年、グリーン・アーミーメンの軍曹）
- バイオハザード RE:3（2020年、ミハイル・ヴィクトール[9]）
- ワールドフリッパー（2020年、バルゲン[10]）

### ドラマCD
- 千 〜長夜の契〜（2011年、吉井大善）※小説花丸春の号2011付録
- アクエリオンEVOL「最後の息子へ」（2012年、閣僚A）※BD&DVD第5巻特典
- 機動戦士ガンダムNT Blu-ray特典ドラマCD「獅子の帰還」（2019年、マウリ・レホ[11]）

### 吹き替え

#### 担当俳優
ヒュー・ボネヴィル
- ステージド2 俺たちの舞台、アメリカ上陸!?（本人役）
- ダウントン・アビーシリーズ（ロバート・クローリー）
  - ダウントン・アビー
  - ダウントン・アビー (映画)
  - ダウントン・アビー/新たなる時代へ

- 動物たちの秘密の生態（ナレーター）

#### 映画
- アイ・アム・ナンバー4
- 愛すべき夫妻の秘密（晩年のジェス・オッペンハイマー〈ジョン・ルービンスタイン〉）
- 愛の行方（ジェローム〈ブレア・アンダーウッド〉）
- アイヒマンを追え! ナチスがもっとも畏れた男（フリッツ・バウアー〈ブルクハルト・クラウスナー〉）
- アヴァロン 千年の恋
- アクアマン（ジェシー・ケイン〈マイケル・ビーチ〉[16]）
  - アクアマン/失われた王国[17]
- アルマゲドン2009
- アメリカン・フィクション（ダニエル〈キース・デヴィッド〉）
- 1941（アンジェロ・シオリ〈ライオネル・スタンダー〉）※BD版
- イップ・マン 誕生（チャン・ホウティン）
- インサイド（建築家〈ジーン・ベルヴォーツ〉）
- ヴェノム:ザ・ラストダンス[18]
- 宇宙人ポール（アダム・シャドウチャイルド〈ジェフリー・タンバー〉、モーゼ〈ジョン・キャロル・リンチ〉）
- エグザイル 戦慄の絆
- オーシャンズ8（仮釈放委員[19]）
- 俺たちサボテン・アミーゴ（アルマンド・アルバレス〈ウィル・フェレル〉）
- 思い出で綴る物語（スティーブ〈ブレット・ライス〉）
- クライム・ヒート（トーレス刑事〈ジョン・オーティス〉）
- グリーン・ホーネット（ビジネスマン）
- クリスマス・プリンス（デンジル首相〈トム・ナイト〉）
- 恋とニュースのつくり方
- 恋人たちのパレード
- コネチカットにさよならを（ドニー〈ビル・キャンプ〉）
- THE 4TH KIND フォース・カインド
- ザ・ラストチャンス
- G.I.ジョー バック2リベンジ（議長）
- 慈悲
- 13時間 ベンガジの秘密の兵士（グレン・ドハティ〈トビー・スティーブンス〉）
- ジョーカー:フォリ・ア・ドゥ（マック[20]）
- SUPER8/スーパーエイト（ルーニー）
- スター・ウォーズ/スカイウォーカーの夜明け
- ストーン（司祭〈デヴィッド・ヘンドリックス〉）
- 300 〈スリーハンドレッド〉 〜帝国の進撃〜（武官）※劇場公開版
- 世界にひとつの金メダル（アンリ・ダリオ〈ジャック・イジュラン〉[21]）※BSテレ東版
- ゼブラ軍団（サルバトーレ〈アンソニー・カルーソ〉）
- セレニティー:平穏の海
- ソウル・サーファー
- ダークナイト ライジング（ベテラン警官）
- チューリップ・フィーバー 肖像画に秘めた愛（コルネリス〈クリストフ・ヴァルツ〉）
- チリ33人 希望の軌跡（ジェフ・ハート〈ジェームズ・ブローリン〉）
- 沈黙の戦場
- 沈黙の鉄拳（クワン〈ヴィンセント・チェン〉）
- 2バッドガイズ（ビッグトミー〈ウラジミール・クリッチ〉）
- トゥモロー・ウォー（ドッド〈デヴィッド・マルドナード〉[22]）
- ノマドランド（ボブ〈ボブ・ウェルズ〉[23]）
- トランスフォーマー/最後の騎士王（処刑者の騎士[24]）
- パーフェクト・プラン（ホールデン〈トム・ウィルキンソン〉）
- ハウス・オブ・グッチ（フェルナンド・レッジャーニ〈ヴィンセント・リオッタ〉[25]）
- バッド・ルーテナント（ネッド・スコエンホルツ〈ブラッド・ドゥーリフ〉）
- バトルシップ
- バトルフィールド・アビス
- パレス・ダウン（ルイーズ父〈ルイ＝ド・ドゥ・ランクザン〉）
- バレッツ（署長〈デヴィッド・コービ〉）
- バンブルビー（ウォーレン将軍〈グリン・ターマン〉[26]）
- ビート －心を解き放て－（ロメロ〈アンソニー・アンダーソン〉）
- 瞳の奥の秘密
- ヒトラー暗殺、13分の誤算（アルトゥール・ネーベ〈ブルクハルト・クラウスナー〉）
- ヒューゴの不思議な発明（助監督）
- プーと大人になった僕[27]
- ファースター 怒りの銃弾（刑務所長〈トム・ベレンジャー〉）
- ファウンダー ハンバーガー帝国のヒミツ
- ファントム/開戦前夜（デミ〈エド・ハリス〉）
- 4デイズ
- フローラとマックス
- ペンタゴン・ペーパーズ/最高機密文書（ニクソン大統領）
- ペントハウス（アーサー・ショウ〈アラン・アルダ〉）
- ボーはおそれている（ロジャー〈ネイサン・レイン〉[28]）
- ボストン・リーガル
- ボンジュール、アン（ジャック・クレマン〈アルノー・ヴィアール〉）
- マーベル・シネマティック・ユニバース
  - マイティ・ソー
  - キャプテン・アメリカ/ザ・ファースト・アベンジャー
  - アベンジャーズ（ボイントン議員〈ジェームズ・エクハウス〉）
- マネーボール（ロン・ホプキンス〈グレン・モーシャワー〉）
- 密告・者（マルコ〈ヴィンセント・ワン〉）
- ミッシング・タワー（ジョンソン〈ポール・ベン＝ヴィクター〉）
- モンスターズ/地球外生命体
- 山猫は眠らない9 ローグ・ミッション（ガブリエル・ストーン〈デニス・ヘイスバート〉[29]）
  - 山猫は眠らない10 レディ・デスの奪還[30]
- ライジング・ドラゴン（マルソー伯爵）
- ラバーズ・アゲイン（マイケル〈トレイシー・レッツ〉）
- ランボー ラスト・ブラッド（ドン・ミゲル〈リック・ジンゲール〉[31]）※BSテレ東版
- リターンド・ソルジャー 正義執行人（チェン〈ツィ・マー〉）
- リディック: ギャラクシー・バトル（ボス・ジョンズ〈マット・ネイブル〉）
- レバノン
- レモネード・マウス
- ワールドオブシークレット
- わすれた恋のはじめかた（アルベルト）

#### ドラマ
- ALCATRAZ/アルカトラズ（ミルトン・ボーレガード医師〈レオン・リッピー〉）
- ALPHAS/アルファズ
- アレックス・ライダー（アラン・ブラント〈スティーヴン・ディレイン〉[32]）
- アンフォゲッタブル 完全記憶捜査
- ER緊急救命室 シーズン15 #3（伝道師〈ジョン・スクラロフ〉）
- WITHOUT A TRACE/FBI 失踪者を追え!
- NCIS:LA 〜極秘潜入捜査班
  - シーズン3（ジェームス・クリアリー〈ダン・ラウリア〉）
  - シーズン4（ロイ・ヘイル教授〈リチャード・コックス〉）
- NCIS: ニューオーリンズ（カルロス・ザラーテ〈デイビット・マルドナード〉）
- オクニョ 運命の女（ソ・ジュウン）
- 奇皇后（元の先の皇帝）
- キャシアン・アンドー（ビーハズ〈スタンリー・タウンゼント〉）
- 恐竜SFドラマ プライミーバル
- ギルモア・ガールズ
- グッド・ドクター 名医の条件 シーズン2
- グッド・ワイフ
- グリーンリーフ（ジェームス・グリーンリーフ / ビショップ〈キース・デイヴィッド〉）
- クリミナル・マインド8 FBI行動分析課（ジェフ・ゴッドウィン）
- クリミナル・マインド 特命捜査班レッドセル（ホテル支配人）
- クリミナル・マインド 国際捜査班 シーズン2（チェン〈ツィ・マー〉）
- コールドケース7 ザ・ファイナル
- コード・ブラック 生と死の間で（マーク・テイラーER部長〈ケヴィン・ダン〉）
- 恋するメゾン。〜Rainbow Rose〜
- ザ・ケープ 漆黒のヒーロー
- THE BRINK/史上最低の作戦（キトリッジ）
- ザ・ホワイトハウス
- CSI:10 科学捜査班（ジミー・ミラー〈クリストファー・リッチ〉）
- CSI:ニューヨーク7
- CSI:マイアミ9（ラリー・チャンドラー〈マイケル・マグレイディ〉）
- シークレット・ガーデン
- SHERLOCK（シャーロック）
- 主任警部アラン・バンクス
- 親愛なる白人様（学生部長）
- 新ビバリーヒルズ青春白書
- SCORPION/スコーピオン（メリック長官〈デヴィッド・ファブリツィオ〉）
- スパルタカスII（ルーゴ〈バリー・ダッフィールド〉）
- スポットライト
- 食客
- 青春越壁（青春ウォルダム 呪われた王宮）（国王 〈イ・ジョンヒョク〉）
- 製パン王 キム・タック（パク・チュンベ）
- その冬、風が吹く（チャン・ソン）
- 孫子兵法
- TOUCH/タッチ
- チャームド 〜魔女3姉妹〜
- ツイン・ピークス The Return（ブラッドリー・ミッチャム〈ジェームズ・ベルーシ〉）
- THIS IS US 36歳、これから（ウェス・マニング〈ブラッド・ギャレット〉）
- ディフェンダーズ 闘う弁護士
- デスパレートな妻たち8（アーレン〈スコット・ローレンス〉）
- ドラマ 東京裁判（イワン・M・ザリアノフ判事〈ケスト・ユーディス・ヤクスタス〉）
- ナース・ジャッキー5
- ナイトシフト4 真夜中の救命医（カール・ミルズ〈ジョン・コスラン・Jr〉）
- ナイトライダー NEXT（ガウス〈ジョン・M・ジャクソン〉）
- HAWAII FIVE-0（イアン・アダムス〈マース・カニンガム〉）
  - シーズン2（ウェイド・ガッチェス司令官〈デヴィッド・キース〉）
  - シーズン5（ノーム〈マックス・ウェインバーグ〉、アル・モクアウ〈ロン・ユアン〉）
- PAN AM/パンナム
- ビクトリアス
- ビッグバン★セオリー/ギークなボクらの恋愛法則（ハケット〈ジュリオ・オスカー・メチョソ〉 他）
- FARGO/ファーゴ2（ジョー・ブーロ〈ブラッド・ギャレット〉、ハワード・ジマーマン〈フレッド・メラメッド〉）
- ブラザーズ&シスターズ
- THE BLACKLIST/ブラックリスト（デビッド・フィッシャー）
- プリズン・ブレイク
- ブルーブラッド 〜NYPD家族の絆〜
- 弁護士イーライのふしぎな日常
- BONES シーズン10（ビクター・リー〈フランソワ・チャウ〉）
- ボディ・オブ・プルーフ 死体の証言（Mr.スワンソン、ジャック・エリオット教授、ティム・スキャンラン、ブレンダン・キャバノー 他）
- ボディ・オブ・プルーフ2 死体の証言（オーウェン・クリーガー 他）
- ホワイトカラー シーズン5（ジャック・コンロイ〈ウィリアム・ラグズデール〉）
- マーベル・シネマティック・ユニバース
  - エージェント・オブ・シールド シーズン3（ソーナリー）
  - エージェント・カーター（メルツァー検視官）
  - マーベル インヒューマンズ（警部補）
- マイケル・J・フォックス・ショウ（ハリス・グリーン〈ウェンデル・ピアース〉）
- マット・ルブランの元気か〜い?ハリウッド!
- マッド・ドッグス
- MAD MEN（ミルトン）
- マンダロリアン（ラン）
- ミディアム7 最終章
- Major Crimes 〜重大犯罪課 シーズン4（ダン・ギラン）
- THE MENTALIST メンタリストの捜査ファイル2（フィリップ・レイミー〈ロン・カナダ〉 他）
- THE MENTALIST メンタリストの捜査ファイル3（ゲイル・バートラムCBI局長〈マイケル・ガストン〉）
- ヤング・スーパーマン ファイナル・シーズン（ジョシュア）
- ライ・トゥ・ミー 嘘は真実を語る
- ラスト・チャンス（バディ・スティーヴンス）
- リゾーリ&アイルズ6（アーサー博士〈デヴィッド・オグデン・スティアーズ〉）
- リゾーリ&アイルズ7 ザ・ファイナル
- 流星剣侠伝 大人物（岳環山）
- レボリューション（ジーン・ポーター〈スティーヴン・コリンズ〉）
- LAW & ORDER:性犯罪特捜班
- 私はラブ・リーガル3

#### アニメ
- アルゴ
- ザ・シンプソンズ（ガリバルディ・ゲイリー・チェルマーズ〈2代目〉 他）
- くまのアーネストおじさんとセレスティーヌ（アーネスト）
- スター・ウォーズ/クローン・ウォーズ (テレビアニメ)（アグラス）
- 天官賜福 貮（永安国主）
- LEGO スター・ウォーズ/フリーメーカーの冒険（ダーピン）
- ワンダーウーマン 1984（米大統領[33]）

### テレビドラマ
- あぶない刑事（1986年、日本テレビ）
- ああわが家（1989年、TBS） - 小次郎
- はばたけ6年（1989年、NHK） - 名取先生
- ああ結婚（1990年、TBS）
- 男について（1990年、TBS）
- 渡る世間は鬼ばかり 第15話（1990年、TBS） - 中川
- 火曜サスペンス劇場 / 悪い電話（1991年、日本テレビ）
- 土曜ワイド劇場 / 伊勢志摩 密封死体の女、英虞湾に消えた妹の秘密（1992年、テレビ朝日）
- 東芝日曜劇場 / 愛のそば（1992年、TBS）
- おんなの家（1993年、TBS）

### ボイスオーバー
- イクスプリームトレイン
- NHKスペシャル 巨大災害 MEGA DISASTER 地球大変動の衝撃（NHK教育）
- カラフル!〜世界の子どもたち〜（NHK-Eテレ）
- 世界の馬上から（旅チャンネル）
- 地球の誕生
- BBC地球伝説（BS朝日）
- BS世界のドキュメンタリー（NHK-BS1）
- 未確認モンスターを追え（ヒストリーチャンネル）

### CF
- 日本サプリメント

### 舞台
- リア王（安西徹雄演出）
- ジュリアス・シサー（安西徹雄演出）
- ベニスの商人（安西徹雄演出）
- コリオレイナス（高橋昌代演出　山﨑努主演）
- リチャードIII（高橋昌代演出　山崎努主演　パルコ劇場）
- 幸福（石井ふく子演出　名古屋名鉄ホール）

### その他
- ディズニー・オン・アイス（グリーン・アーミーメンの軍曹）

## 舞台演出作品
- 湯気はれて（文化庁芸術祭参加作品）
- 二月のディナー（下北沢演劇祭招待作品）
- 老人が来た（文化庁推薦演劇）
- ホームワーク（文化庁芸術祭参加作品）
- 五月の華
- うちへ帰れなくなったパパ
- 秘密のともだち
- 薫ing（紀伊國屋サザンシアター）
- ネギま!?マジカルXマス（東京厚生年金会館大ホール）